# Clavelina concrescens
Clavelina concrescens är en sjöpungsart som beskrevs av Hartmeyer 1924. Clavelina concrescens ingår i släktet Clavelina och familjen klungsjöpungar.
Artens utbredningsområde är Norra Ishavet. Inga underarter finns listade i Catalogue of Life.